# Strachotín
Strachotín (deutsch Tracht) ist eine Gemeinde im Okres Břeclav im Jihomoravský kraj, Tschechien und liegt 6 km nördlich von Mikulov. Der Ort ist als ein Halbkreisangerdorf angelegt.

## Geographie

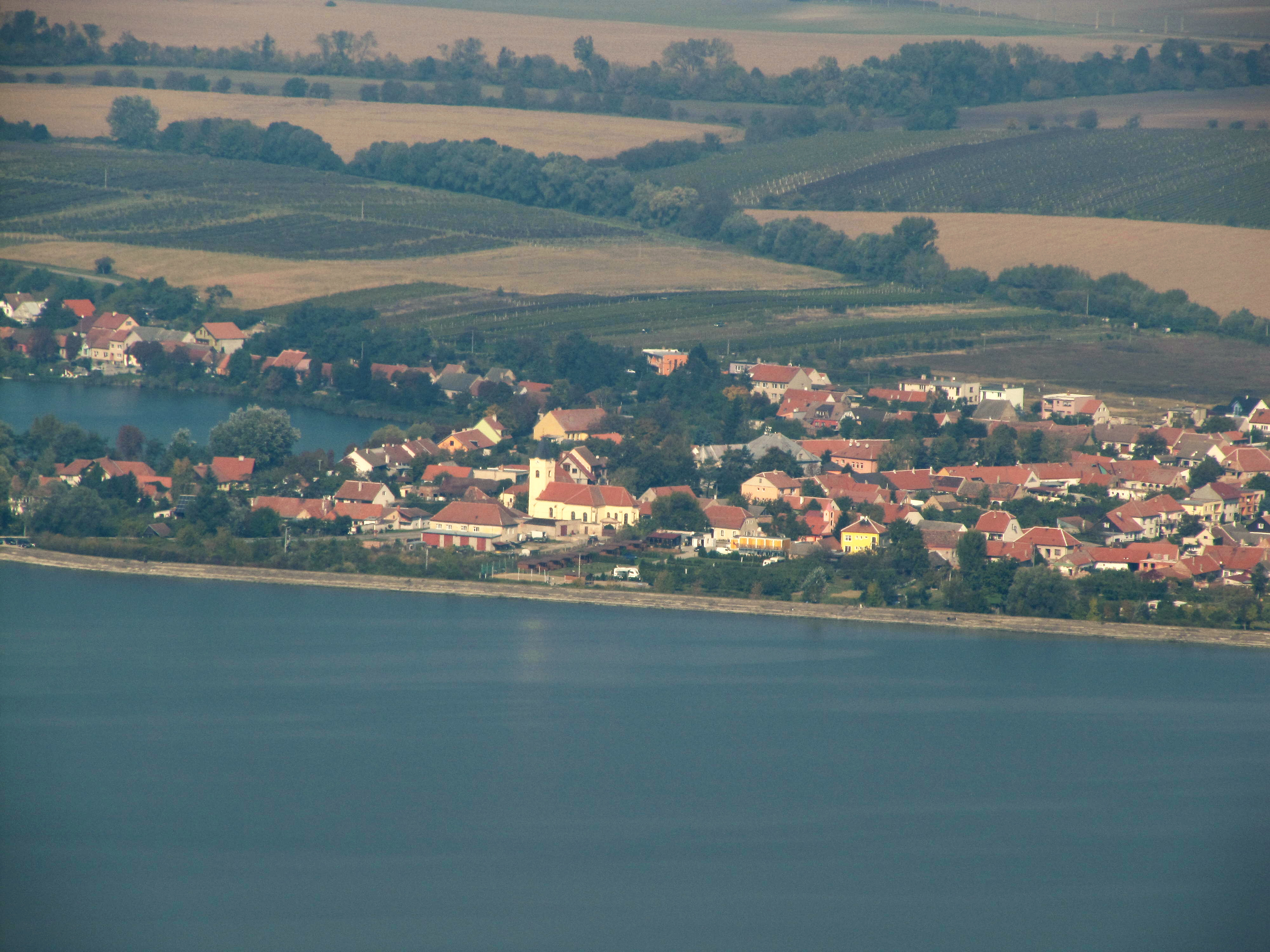
Strachotín

Der Ort liegt direkt am Stausee bei der Talsperre Nové Mlýny III. Die Nachbarorte sind im Süden Dolní Věstonice, im Westen Pouzdřany, im Osten Šakvice und im Norden Popice.

## Geschichte
1051 war eine erste Ansiedlung, sie wurde 1174 und 1178 urkundlich als befestigte Anlage erwähnt und 1334 als Markt genannt im Haus Liechtenstein. Die bairisch-österreichische ui-Mundart weist auf eine Besiedlung durch bairische Stämme hin, die nach 1050, aber vor allem im 12./13. Jahrhundert erfolgte. Sie brachten neue landwirtschaftliche Anbaumethoden und Ackergeräte mit und führten die ertragreichere Dreifelderwirtschaft ein.
im Urbar des Jahres 1414 wird Tracht als bedeutendster Markt in der Liechtensteinischen Herrschaft erwähnt. Im Jahre 1536 wird die Pfarre aufgelöst und kommt bis 1785 zu Unterwisternitz Ein Besitzerwechsel war 1575 an Adam von Dietrichstein. Ab 1582 gab es zwei Jahrmärkte mit Pferdemarkt und einen Wochenmarkt, welcher von Rudolf II. gewährt wurde. Ebenso erhielt Tracht eine Bergrechtsordnung und eine eigene Gerichtsbarkeit. Während der Reformation entstand eine Brüdergemeinde der Täufer. Diese wurden jedoch im Jahre 1622 aus Mähren ausgewiesen. Die meisten Täufer zogen nach Siebenbürgen weiter. Im Dreißigjährigen Krieg wird der Ort im Jahre 1619 nach einem Gefecht auf der Peterwiese geplündert und niedergebrannt. Matriken gab es seit 1657, die jedoch in den Kriegswirren 1945 verbrannt sind. 1663 unter Rudolf von Teuffenbach wurde er von den Türken gepeinigt und 1680 von der Pest betroffen. 1727 wütete ein Brand, wobei fast der ganze Ort mit Kirche und Turm abbrannte. Ab 1729 wurde die eigene Gerichtsbarkeit des Orts aufgehoben, wobei der Pranger des Ortes bis 1833 daran erinnerte. Grundbücher werden seit 1785 geführt.
Während der Napoleonischen Kriege wird der Ort in den Jahren 1805 und 1809 von französischen Truppen heimgesucht. 1818 brannten 105 Häuser, 1827 und 1898 waren es je 40 Häuser. Die im Deutsch-Österreichischen Krieg von preußischen Soldaten eingeschleppte Cholera forderte im Jahre 1866 68 Menschenleben im Ort. Im Jahre 1887 wurden die Marktrechte von Tracht erneut bestätigt. Zum Großteil lebte die Bevölkerung von der Landwirtschaft. Aufgrund des günstigen Klimas konnten neben verschiedenen Getreidearten auch Zuckerrüben, Luzerne, Kartoffeln, Gurken, Bohnen, Zwetschgen, Weichseln, Kirschen, Nüsse, Pfirsiche, Marillen, Äpfel und Birnen in großen Mengen angebaut werden. Auch wurde der in Südmähren seit Jahrhunderten gepflegte Weinbau im Ort betrieben. Durch die Reblausplage um 1864 wurden der Weinstockbestand fast vollständig vernichtet. Bis 1945 erholte sich der Bestand jedoch langsam. Ebenso bestanden in Tracht neben einem florierenden Kleingewerbe eine Raiffeisenkassa und eine Milchgenossenschaft. Die großen Wald- und Seeflächen innerhalb des Gemeindegebietes ermöglichten den Einwohnern eine reiche Jagd und Fischfang. Die Gründung einer Freiwilligen Feuer- und Wasserwehr erfolgte im Jahre 1895.
Durch den Vertrag von Saint-Germain wurde Tracht nach dem Ersten Weltkrieg zum Bestandteil der neuen Tschechoslowakei. Die Bewohner von Tracht waren 1910 fast ausschließlich deutschsprachig. In der Zwischenkriegszeit kam es durch neue Siedler und die Neubesetzung von Beamtenposten zu einem vermehrten Zuzug von Personen tschechischer Sprache. Das Hochwasser 1926 verursachte bedeutenden Schaden. Die Elektrifizierung des Ortes erfolgte im Jahre 1929. Nach dem Münchner Abkommen rückten am 8. Oktober 1938 deutsche Truppen im Ort ein. Zwischen 1938 und 1945 gehörte er zum Reichsgau Niederdonau.
Im Zweiten Weltkrieg starben 49 Ortsbewohner. Am 16. April 1945 wurde der Ort von der Roten Armee eingenommen, dabei kamen drei Einwohner zu Tode. Nach Kriegsende kam die Gemeinde wieder zur Tschechoslowakei zurück. Ungefähr 50 bis 60 Bewohner flohen über die nahe Grenze nach Österreich. 788 Ortsbewohner wurden in ein Lager in Hustopeče verbracht. Die Zwangsaussiedlung der Deutschsüdmährer aus Tracht erfolge 1946 nach Westdeutschland. 18 Personen verblieben im Ort. Das Vermögen der deutschen Ortsbewohner wurde konfisziert. Von den Vertriebenen verblieben ungefähr 20 % in Österreich, die restlichen 80 % wurden nach Deutschland weiter transferiert. Je vier Familien wanderten in die USA, zwei nach Kanada und je eine nach Schweden und Australien aus. Die Ortschaft wurde weitgehend neu besiedelt.

## Wappen und Siegel
Ein Ortssiegel ist aus dem Jahre 1583 überliefert. Es zeigt ein Renaissanceschild, darinnen ein Aststück mit einer aufrecht stehenden Eichel, die vorne von einem Winzermesser, hinten von einem Pflugmesser beseitet ist. Dieser Siegel muss nach dem Dreißigjährigen Krieg in Vergessenheit geraten sein, denn die Siegel des 18. und 19. Jh. zeigen andere und wechselnde Bilder: Während ein Barocksiegel zwei gekreuzte Eichenzweige mit abwärtshängenden Eicheln und darüber ein Pflugeisen zeigt, siegelte der Markt im Theresianischen Kataster von 1749 mit einem Siegel, das innerhalb der Umschrift „TRACHT IN SIGILLUM“ das Bild der Muttergottes enthält. Wenig später hat sich die Marktgemeinde wieder ein neues Siegel zugelegt: Die Umschrift zwar blieb unverändert, das Siegelfeld aber zeigt über einer Pflugschar ein senkrecht stehendes Pflugmesser, hinter dem sich zwei Zweige mit Eicheln kreuzen. Erst nach der Erneuerung der Marktrechte 1887 kam man wieder auf das älteste nachweisbare Siegelbild zurück.

## Einwohnerentwicklung
| Volkszählung                                                                   | Häuser | Einwohner insgesamt | Volkszugehörigkeit der Einwohner | Volkszugehörigkeit der Einwohner | Volkszugehörigkeit der Einwohner |
| Jahr                                                                           | Häuser | Einwohner insgesamt | Deutsche                         | Tschechen                        | andere                           |
| 1793                                                                           | 108    | 608                 |                                  |                                  |                                  |
| 1836                                                                           | 132    | 780                 |                                  |                                  |                                  |
| 1869                                                                           | 171    | 875                 |                                  |                                  |                                  |
| 1880                                                                           | 183    | 974                 | 950                              | 19                               | 5                                |
| 1890                                                                           | 195    | 1.127               | 1.096                            | 25                               | 6                                |
| 1900                                                                           | 202    | 1.049               | 974                              | 64                               | 11                               |
| 1910                                                                           | 205    | 1.010               | 988                              | 22                               | 0                                |
| 1921                                                                           | 209    | 1.004               | 898                              | 84                               | 22                               |
| 1930                                                                           | 224    | 923                 | 829                              | 76                               | 18                               |
| 1939                                                                           |        | 828                 |                                  |                                  |                                  |
| 1945                                                                           |        | 806                 |                                  |                                  |                                  |
| Quelle: 1793, 1836, 1850 aus: Frodl, Blaschka: Südmähren von A–Z. 2006         |        |                     |                                  |                                  |                                  |
| Sonstige: Historický místopis Moravy a Slezska v letech 1848–1960, sv. 9. 1984 |        |                     |                                  |                                  |                                  |

## Sehenswürdigkeiten

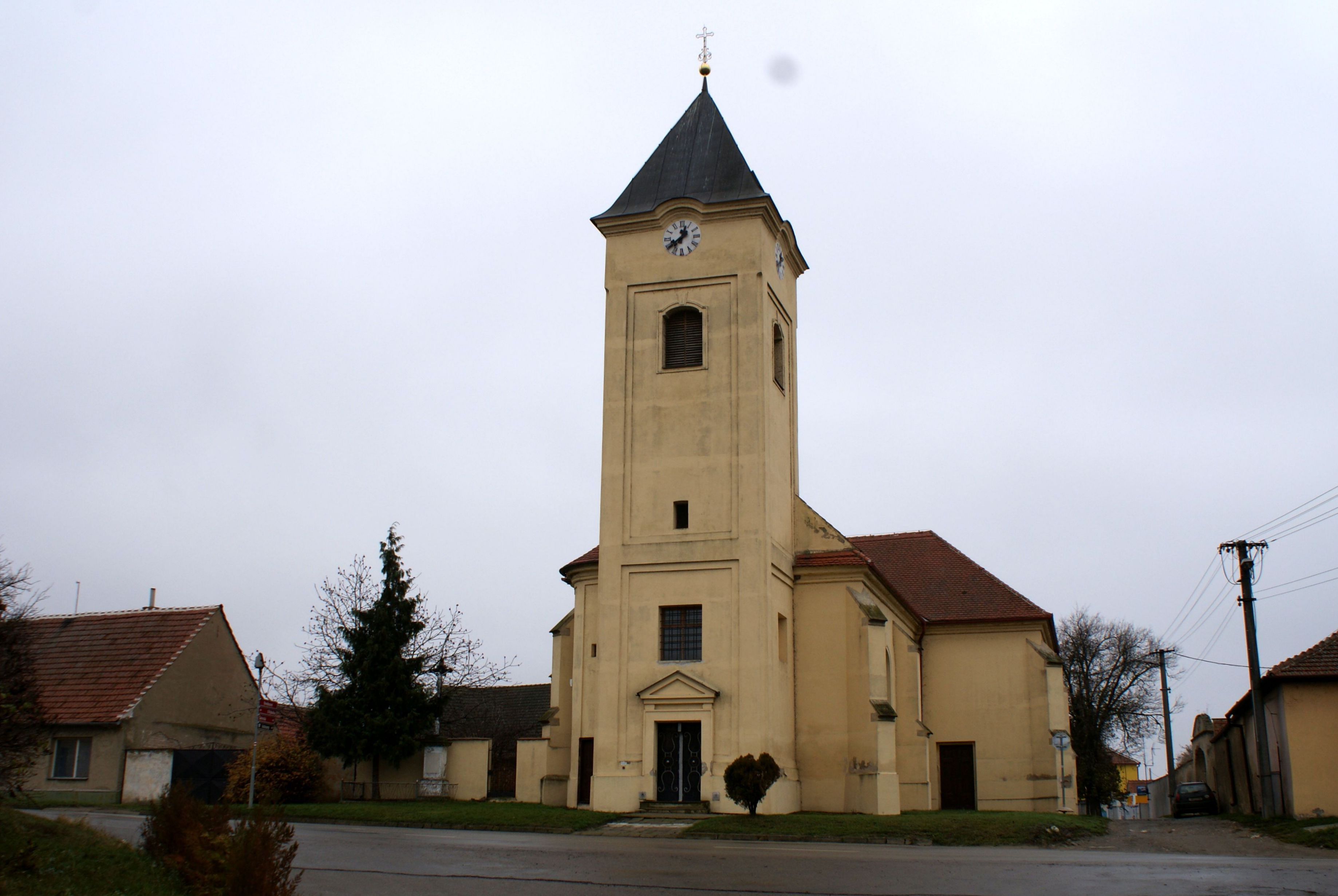
Kirche St. Ulrich, Cyrill und Method

- Pfarrkirche hl. Ulrich, 1582 auf Resten aus dem 13. Jh., 1789 erweitert, Turm 1753, erhöht 1791; Hochaltar von Franz Anton Maulpertsch.
- Hl. Johannes von Nepomuk, 1735, Hl. Florian 1833, Muttergottes 1889, Friedhofskreuz 1886. *Kriegerdenkmal (1925)
- Rathaus (1927)
- Kindergarten (1933)
- Schule (1584), Neubau 1804, Umbau 1861, ab 1862 zweiklassig, 1886 dreiklassig. 1922–1938 Tschechische Minderheitsschule im Gemeindehaus.
- Jahrmärkte, (seit 1887) Am Mittwoch 1) vor Josef (19. März), 2) vor Johannes d. Täufer (24. Juni), 3) vor Bartholomäus (24. August), 4) vor Elisabeth (25. November).

## Söhne und Töchter der Gemeinde
- Wolfgang Eduard Pauker (* 14. Dezember 1867; † 9. Jänner 1950 in Klosterneuburg), Priester, Kunsthistoriker und Schriftsteller.
- Anton Rieß (* 19. August 1883; † 10. Mai 1944 in Altlichtenwarth), Heimatforscher